# Elecciones al Congreso de los Diputados de noviembre de 2019 (Zaragoza)
Las elecciones al Congreso de los Diputados de 2019 se celebraron en la provincia de Zaragoza el domingo 10 de noviembre, como parte de las elecciones generales convocadas por Real Decreto dispuesto el 4 de marzo de 2019 y publicado en el Boletín Oficial del Estado el día siguiente. Se eligieron los 7 diputados del Congreso correspondientes a la circunscripción electoral de Zaragoza, mediante un sistema proporcional (método d'Hondt) con listas cerradas y un umbral electoral del 3%.

## Resultados
Los comicios depararon 3 escaños al Partido Socialista Obrero Español, 2 al Partido Popular y 1 a  Podemos-IU-Equo y a Vox.
| Candidatura                                            | Candidatura                                            | Votos   | %                                       | Escaños                                 |
| ------------------------------------------------------ | ------------------------------------------------------ | ------- | --------------------------------------- | --------------------------------------- |
|                                                        | Partido Socialista Obrero Español (PSOE)               | 158 326 | 31,15                                   | 3                                       |
|                                                        | Partido Popular (PP)                                   | 119 909 | 23,59                                   | 2                                       |
|                                                        | Vox (Vox)                                              | 92 353  | 18,17                                   | 1                                       |
|                                                        | Unidas Podemos (Podemos-IU-Equo)                       | 57 875  | 11,39                                   | 1                                       |
|                                                        |                                                        |         |                                         |                                         |
| Ciudadanos-Partido de la Ciudadanía (Cs)               | Ciudadanos-Partido de la Ciudadanía (Cs)               | 47 001  | 9,25                                    | 0                                       |
| Más País-Chunta Aragonesista-Equo                      | Más País-Chunta Aragonesista-Equo                      | 23 196  | 4,56                                    | 0                                       |
| Partido Animalista Contra el Maltrato Animal (PACMA)   | Partido Animalista Contra el Maltrato Animal (PACMA)   | 3618    | 0,71                                    | 0                                       |
| Escaños en Blanco (EB)                                 | Escaños en Blanco (EB)                                 | 1940    | 0,38                                    | 0                                       |
| MAS                                                    | MAS                                                    | 1068    | 0,21                                    | 0                                       |
| Recortes Cero-Grupo Verde (R0-GV)                      | Recortes Cero-Grupo Verde (R0-GV)                      | 861     | 0,17                                    | 0                                       |
| PUYALON (PYLN)                                         | PUYALON (PYLN)                                         | 532     | 0,10                                    | 0                                       |
| Por un Mundo más Justo (PUM+J)                         | Por un Mundo más Justo (PUM+J)                         | 485     | 0,10                                    | 0                                       |
| Partido Comunista de los Trabajadores de España (PCTE) | Partido Comunista de los Trabajadores de España (PCTE) | 414     | 0,08                                    | 0                                       |
| Federación de los Independientes de Aragón (FIA)       | Federación de los Independientes de Aragón (FIA)       | 386     | 0,08                                    | 0                                       |
| Partido Comunista de los Pueblos de España (PCPE)      | Partido Comunista de los Pueblos de España (PCPE)      | 331     | 0,07                                    | 0                                       |
| Votos válidos                                          | Votos válidos                                          | 508 295 | 100,00                                  | 7                                       |
| Votos nulos                                            | Votos nulos                                            | 4355    | Participación: · \| \| 69,99 % \| 8,03% | Participación: · \| \| 69,99 % \| 8,03% |
| Votantes                                               | Votantes                                               | 517 639 | Participación: · \| \| 69,99 % \| 8,03% | Participación: · \| \| 69,99 % \| 8,03% |
| Electores                                              | Electores                                              | 739 573 | Participación: · \| \| 69,99 % \| 8,03% | Participación: · \| \| 69,99 % \| 8,03% |
|                                                        | 69,99 %                                                |         |                                         |                                         |

## Diputados electos
Relación de diputados electos:
| N.º | Nombre                    | Lista | Lista |
| --- | ------------------------- | ----- | ----- |
| 1   | Susana Sumelzo Jordán     |       | PSOE  |
| 2   | Eloy Suárez Lamata        |       | PP    |
| 3   | Pedro Fernández Hernández |       | Vox   |
| 4   | Pau Mari Klose            |       | PSOE  |
| 5   | Pedro Navarro López       |       | PP    |
| 6   | Pablo Echenique Robba     |       | UP    |
| 7   | Noemí Villagrasa Quero    |       | PSOE  |